# Serious Sam Double D
Serious Sam Double D è uno sparatutto a scorrimento basato sulla serie Serious Sam sviluppato dalla Mommy's Best Games e pubblicato da Devolver Digital. 
Il gameplay è simile ai giochi della serie principale: il giocatore deve uccidere orde di nemici e ha a disposizione munizioni, armature e salute sparsi per tutto il livello. Anche in questo gioco ci sono molti segreti da scoprire. Una caratteristica importante di questo gioco è il cosiddetto connettore di armi: grazie a questo sistema Sam può unire fino a sei armi ed usarle tutte contemporaneamente. Un'altra novità sono i trampolini che permettono di saltare più in alto del normale e sono utili per scovare aree segrete. Inoltre i nemici non scompaiono dopo essere stati uccisi e i cadaveri possono essere utilizzati come ponti o piattaforme.